# Natalija Nogulich
Natalija Nogulich (Chicago, 1º ottobre 1950) è un'attrice statunitense.

## Biografia
Le sue principali apparizioni sono in Star Trek: The Next Generation e Star Trek: Deep Space Nine nel ruolo del vice-ammiraglio/ammiraglio della Flotta Stellare Alynna Nechayev.

## Filmografia

### Cinema
- Gli amici di Georgia (Four Friends) , regia di Arthur Penn (1981)
- I delitti della palude (Sister, Sister) , regia di Bill Condon (1987)
- Le cose cambiano (Things Change) , regia di David Mamet (1988)
- National Lampoon's Christmas Vacation - Un Natale esplosivo! (National Lampoon's Christmas Vacation), regia di Jeremiah S. Chechik (1989)
- L'albero del male (The Guardian), regia di William Friedkin (1990)
- Cartoline dall'inferno (Postcards from the Edge), regia di Mike Nichols (1990)
- Homicide, regia di David Mamet (1991)
- Hoffa - Santo o mafioso? (Hoffa), regia di Danny DeVito (1992)
- Patto di sangue (Blood In Blood Out), regia di Taylor Hackford (1993)
- Sesso e fuga con l'ostaggio (The Chase), regia di Adam Rifkin (1994)
- Il distintivo di vetro (1994)
- Al di là di ogni sospetto (1995)
- La prossima vittima (Eye for an Eye), regia di John Schlesinger (1996)

### Televisione
- Star Trek: The Next Generation - serie TV, 4 episodi (1992-1994)
- Star Trek: Deep Space Nine - serie TV, episodi 2x20, 2x21 e 3x02 (1994)
- Delitto senza movente (The Sleepwalker Killing), regia di John Cosgrove – film TV (1997)
- So Notorious - serie TV, 10 episodi (2006)
- K.C. Agente Segreto (K.C. Undercover) - serie TV, episodio 1x18 (2015)

## Doppiatrici italiane
Nelle versioni in italiano delle opere in cui ha recitato, Natalija Nogulich è stata doppiata da:
- Barbara Castracane in National Lampoon's Christmas Vacation - Un natale esplosivo!, L'albero del male
- Flaminia Jandolo in Star Trek: The Next Generation (ep.6x10, 7x20)
- Angiolina Quinterno in Star Trek: The Next Generation (ep.7x24)
- Vira Silenti in Star Trek: Deep Space Nine
- Sonia Scotti ne La prossima vittima
- Manuela Massarenti in Febbre d'amore
- Antonella Giannini in The Closer
- Doriana Chierici in Bones
- Francesca Guadagno in K.C. Agente segreto